# Atletismo nos Jogos Pan-Americanos de 1951 - 100 m feminino
Os 100 metros rasos foram um dos eventos do atletismo nos Jogos Pan-Americanos de 1951, em Buenos Aires. A prova foi disputada no Estádio Monumental de Núñez entre os dias 27 de fevereiro e 8 de março.

## Medalhistas
| Ouro   | PER Julia Sánchez |
| Prata  | USA Jean Patton   |
| Bronze | ARG Lilián Heinz  |

### Final
| Pos.              | Atleta           | País               | Tempo  |
| ----------------- | ---------------- | ------------------ | ------ |
| Medalha de ouro   | Julia Sánchez    | PER Peru           | 12.2 m |
| Medalha de prata  | Jean Patton      | USA Estados Unidos | 12.3 m |
| Medalha de bronze | Lilián Heinz     | ARG Argentina      | 12.7 m |
| 4                 | Janet Moreau     | USA Estados Unidos | 12.7 m |
| 5                 | Adriana Millardi | CHI Chile          | 12.8 m |
| 6                 | Evelyn Lawler    | USA Estados Unidos | 12.6 m |
| 7                 | Olga Bianchi     | ARG Argentina      | 12.9 m |